# بوب باتريك
بوب باتريك (بالإنجليزية: Bob Patrick)‏ (و. 1917 – 1999 م) هو لاعب كرة قاعدة، من الولايات المتحدة الأمريكية، ولد في فورت سميث، توفي في فورت سميث، عن عمر يناهز 82 عاماً.

## روابط خارجية
- بوب باتريك على موقعبيزبول رفرنس.كوم (الدوري الرئيسي) (الإنجليزية)
- بوب باتريك على موقعبيزبول رفرنس.كوم (الدوري الثانوي) (الإنجليزية)